# Akontiosz
Akontiosz, görög mitológiai alak, alacsony származású keoszi ifjú, aki szerelemre gyulladt az előkelő athéni leány, Küdippé iránt. A lány először elutasította a közeledését, de egy csellel mégis sikerült a kezét megszereznie.